# Popa
Popa je vyhaslá sopka v Myanmaru, vysoká 1518 metrů nad mořem. Nachází se nedaleko města Pagan v regionu Mandalaj. Hora je vyhlášeným poutním místem, nazývaným „Olymp jihovýchodní Asie“. Podle náboženských představ místních obyvatel je sídlem 37 mocných duchů, nazývaných nátové. Existuje pověra, že návštěva hory přináší neporazitelnost v boji. Název „Popa“ pochází ze sanskrtu a znamená „květina“. Hora je porostlá pralesem, který obývají opice druhu makak rhesus. Na jejím úpatí se nachází skalní suk Taung Kalat vysoký 737 metrů, na jehož vrcholu byl vybudován buddhistický klášter. K poslední erupci sopky došlo v roce 442 př. n. l.